# Мунсель

1 крюйс-мунсель, 2 грот-мунсель, 3 фор-мунсель

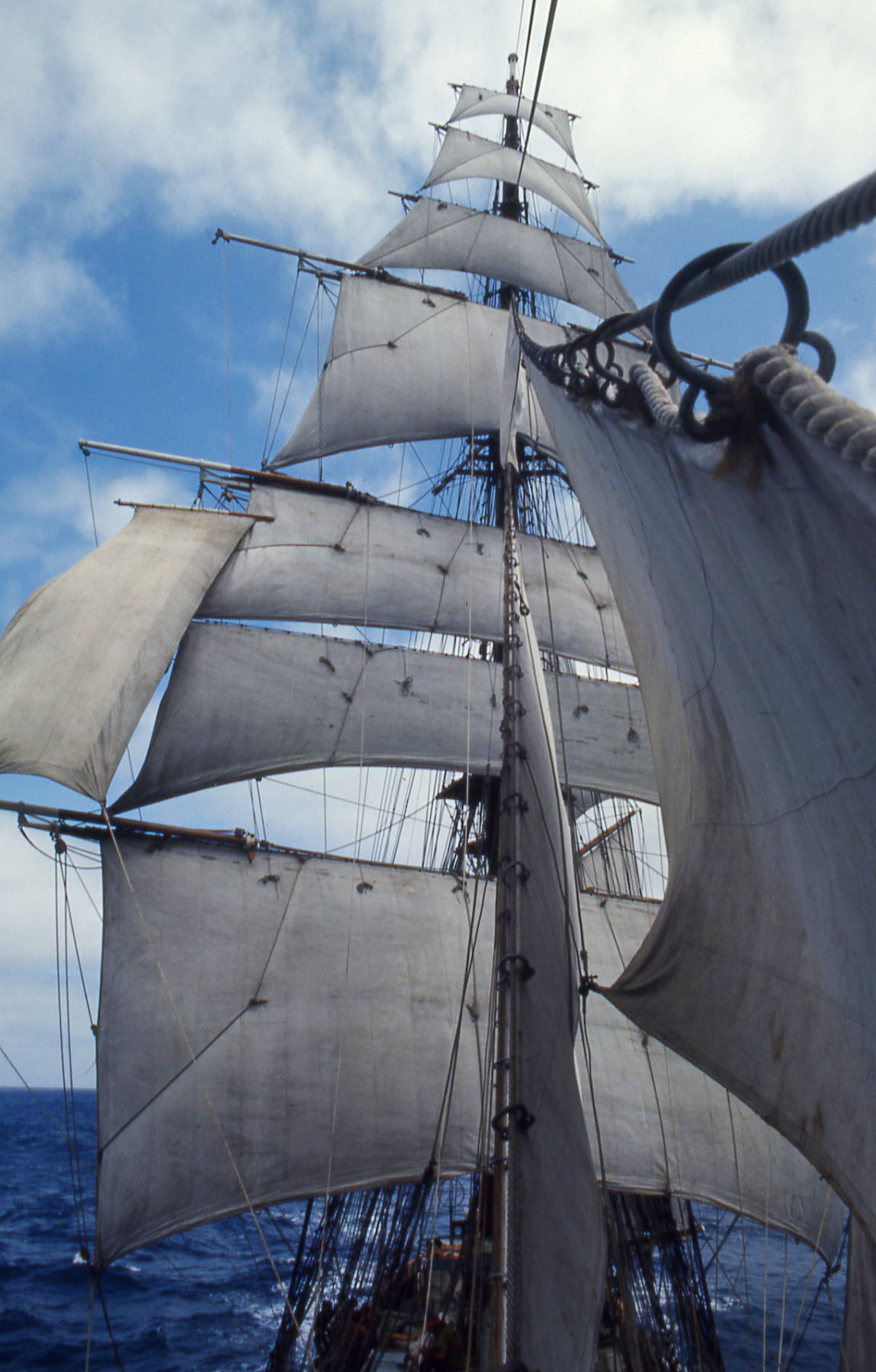

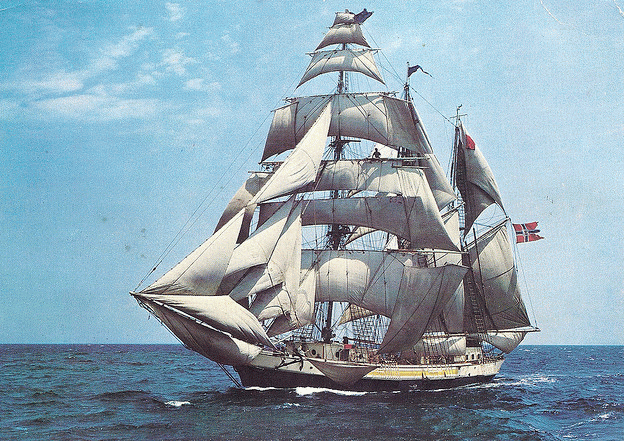

Мунсель (англ. moonsail — «лунный парус») — прямой летучий парус, ставящийся на самом верху мачты, выше трюмселя на трюм-стеньге или на флагштоке. Применяют на больших парусных судах с насыщенным парусным вооружением. Ставят  в  дополнение к основным парусам, чаще всего при слабых  ветрах. Мунсель, как правило, имеет более простой такелаж, чем у основных парусов. Часто у мунселя отсутствуют  топенанты  и даже брасы.